# Língua grega
O grego (ελληνικά, transl. Eliniká, AFI: [eliniˈka] ou ελληνική γλώσσα, AFI:[eliniˈki ˈɣlosa], lit. "língua helênica") é uma língua de um ramo independente da família linguística indo-europeia. É a língua oficial da Grécia e do Chipre, e também uma das 24 línguas oficiais da União Europeia. Natural do sul dos Bálcãs, oeste da Ásia Menor e a região em torno do mar Egeu, é o idioma indo-europeu com a mais longa e bem documentada história, abrangendo 34 séculos de registros escritos. Seu sistema de escrita foi o alfabeto grego durante a maior parte de sua história; outros sistemas, como o Linear B e o silabário cipriota também foram utilizados. O alfabeto grego surgiu a partir da escrita fenícia, e acabou dando origem, por sua vez, aos alfabetos latino, cirílico, copta, e diversos outros sistemas de escrita.
O idioma grego tem um lugar importante na história da Europa, do mundo ocidental e do cristianismo; o cânone da literatura grega antiga inclui obras de importância monumental, que influenciaram de maneira decisiva o cânone da literatura ocidental posterior; entre as obras de destaque estão poemas épicos como a Ilíada e a Odisseia. O grego também foi a língua na qual diversos dos textos fundamentais da filosofia ocidental, como os diálogos platônicos e as obras de Aristóteles, foram escritos; o Novo Testamento da Bíblia cristã foi escrito no grego koiné. Juntamente com os textos latinos e as tradições do mundo romano, o estudo dos textos gregos e das sociedades da Antiguidade foram a disciplina da História e Arqueologia Clássica.
O grego foi uma língua franca amplamente falada no mundo ao redor do mar Mediterrâneo, e até mesmo em outras partes, durante a Antiguidade Clássica, que se estende do século VIII a.C. até à queda do Império Romano do Ocidente, no ano de 476 d.C. e viria a se tornar o idioma oficial do Império Bizantino. Em sua forma atual, o grego é falado por pelo menos 15 milhões de pessoas atualmente, na Grécia, no Chipre, em algumas áreas da Albânia e nas comunidades de expatriados em diversos países ao redor do mundo.
As raízes gregas são frequentemente usadas para formar novas palavras em outros idiomas, especialmente nas áreas de Exatas e em Medicina; o grego e o latim são as fontes predominantes do vocabulário científico internacional. Mais de cinquenta mil palavras do inglês, por exemplo, têm origem no grego, assim como em português.

## Grego antigo

Excerto da Ilíada, de Homero

O grego antigo era uma língua indo-europeia falada na Grécia durante a Antiguidade, possuindo diversos dialetos, sendo os mais conhecidos o ático e o jônico; tendo, posteriormente, evoluído para o grego moderno.
A escrita desta língua se encontra presente em diversos substratos, sendo os mais comuns os papiros e as estelas, mas também se encontram pequenos textos em inscrições em objetos cerâmicos, como o óstraco, e ainda em ossos e metais, como no caso das lâminas órficas.

## Grego moderno
O grego moderno, língua oficial da Grécia e do Chipre, difere em muitas formas do grego antigo e é falado por cerca de 13,1 milhões de pessoas. Na Grécia, é falado por quase toda a população. Também é, juntamente com o turco, a língua oficial de Chipre, embora o uso oficial do turco tenha sido limitado pela República de Chipre desde a invasão turca de 1974. Devido à adesão da Grécia e de Chipre à União Europeia, o grego é, atualmente, uma de suas 24 línguas oficiais. Além disso, o grego é oficialmente reconhecido como uma língua minoritária em partes da Itália e Albânia, bem como na Armênia e Ucrânia, sem falar na diáspora grega em países europeus e americanos, bem como na Austrália. Essa diáspora é formada não apenas por descendentes de gregos da Grécia, como também de indivíduos nascidos das ondas de emigração que quase extinguiram as antigas comunidades gregas de lugares como Egito, Turquia, Bulgária etc..
A língua grega moderna - isto é, o falar inicialmente restrito a um certo estrato das populações da Grécia meridional, acrescido de componentes eruditos e elementos estrangeiros (principalmente franceses e ingleses) - só se tornou a língua oficial do país em 1976. Até esta data, a língua oficial era a chamada "catarévussa", o grego clássico, uma variante livresca decalcada do grego bizantino. O debate em torno da reforma linguística, que começou ainda em meados do século XIX, teve a cidade de Atenas por epicentro e o poeta Kostís Palamás como figura principal.

## Dialetos
Os dialetos mais importantes são os seguintes:
- Grego macedônio – dialeto usado por greco-macedônios na Macedónia;
- Grego cipriota – dialeto usado por greco-cipriotas no Chipre;
- Grego cretense – dialeto usado por greco-cretenses em Creta;
- Grego trácio – dialeto usado por greco-trácios na Trácia.

## Sistema de escrita
O alfabeto utilizado para escrever a língua grega teve o seu desenvolvimento por volta do século IX a.C., utilizando-se até aos nossos dias, tanto no grego moderno como também na Matemática, Astronomia, etc.
Anteriormente, o alfabeto grego (Ελληνικό αλφάβητο) foi escrito mediante um silabário, utilizado em Creta e zonas da Grécia continental como Micenas ou Pilos entre os séculos XVI a.C. e XII a.C. e conhecido como linear B. O Grego que reproduz parece uma versão primitiva dos dialectos arcado-cipriota e jónico-ático, dos quais provavelmente é antepassado, e é conhecido habitualmente como grego micênico.
Crê-se que o alfabeto grego deriva duma variante do semítico, introduzido na Grécia por mercadores fenícios. Dado que o alfabeto semítico não necessita de notar as vogais, ao contrário da língua grega e outras da família indo-europeia, como o latim e em consequência o português, os gregos adaptaram alguns símbolos fenícios sem valor fonético em grego para representar as vogais. Este facto pode considerar-se fundamental e tornou possível a transcrição fonética satisfatória das línguas Europeias.
| Letra | Nome    | Som antigo                              | Som moderno     | Valor | Alfabeto semítico      | HTML      |
| ----- | ------- | --------------------------------------- | --------------- | ----- | ---------------------- | --------- |
| Α α   | Alfa    | /a/ /aː/ (a longo ou breve)             | /ä/             | 1     | Aleph (') /a/          | &alpha;   |
| Β β   | Beta    | /b/                                     | /β/             | 2     | Beth /b/               | &beta;    |
| Γ γ   | Gama    | /g/                                     | /ɣ/ /ʝ/ /ɡ/ /ŋ/ | 3     | Gimel /g/              | &gamma;   |
| Δ δ   | Delta   | /d/                                     | /ð/             | 4     | Daleth /d/             | &delta;   |
| Ε ε   | Épsilon | /e/ (e sempre breve)                    | /e̞/             | 5     | He (h) /h/             | &epsilon; |
| Ϝ ϝ   | Digama  | /w/→(a grafia é de dois gamas)          | —               | 6     | Waw (Vav) /w/          |           |
| Ϛ ϛ   | Stigma  | /st/                                    | —               | 6     | De Shin e Taw          |           |
| Ζ ζ   | Zeta    | /dz/ (ds, z italiano)                   | /z/             | 7     | Zain /dz/              | &zeta;    |
| Ͱ ͱ   | Ηeta    | /h/                                     | —               | –     | Heth (h*)              |           |
| Η η   | Eta     | /ɛː/ (e sempre longo)                   | /i/             | 8     | Heth (h*)              | &eta;     |
| Θ θ   | Teta    | /tʰ/                                    | /θ/             | 9     | Thet (t*)              | &theta;   |
| Ι ι   | Iota    | /i/                                     | /i/ /j/         | 10    | Yodh (y) /j/           | &iota;    |
| Κ κ   | Capa    | /k/                                     | /k/ /c/         | 20    | Kaph /k/               | &kappa;   |
| Λ λ   | Lambda  | /l/                                     | /l/             | 30    | Lamed /l/              | &lambda;  |
| Μ μ   | Miu     | /m/                                     | /m/             | 40    | Mem /m/                | &mu;      |
| Ν ν   | Niu     | /n/                                     | /n/             | 50    | Nun /n/                | &nu;      |
| Ξ ξ   | Csi     | /ks/                                    | /ks/            | 60    | Samekh (s)             | &xi;      |
| Ο ο   | Ómicron | /o/ (o sempre breve)                    | /o̞/             | 70    | Ain ()                 | &omicron; |
| Π π   | Pi      | /p/                                     | /p/             | 80    | Pe /p/                 | &pi;      |
| Ϻ ϻ   | San     | /ts/                                    | —               | —     | Sade (s*) /ts/         |           |
| Ϙ ϙ   | Qoppa   | /k/                                     | —               | 90    | Qoph /q/               |           |
| Ρ ρ   | Rô      | /r/                                     | /r/             | 100   | Resh /r/               | &rho;     |
| Σ σ,ς | Sigma   | /s/                                     | /s/             | 200   | Shin (sh) /ʃ/, Sin /s/ | &sigma;   |
| Τ τ   | Tau     | /t/                                     | /t/             | 300   | Taw /t/                | &tau;     |
| Υ υ   | Upsilon | /u/, depois /y/ (u francês ou ü alemão) | /i/             | 400   | De Waw                 | &upsilon; |
| Φ φ   | Fi      | /pʰ/                                    | /f/             | 500   | origem incerta         | &phi;     |
| Χ χ   | Qui     | /kʰ/                                    | /x/ /ç/         | 600   | origem incerta         | &chi;     |
| Ψ ψ   | Psi     | /ps/                                    | /ps/            | 700   | origem incerta         | &psi;     |
| Ω ω   | Ómega   | /ɔː/ (o sempre longo)                   | /o/             | 800   | origem incerta         | &omega;   |
| Ͳ ͳ   | Sampi   | /sː/ /ks/                               | —               | 900   | origem incerta         |           |
| Ϸ ϸ   | Sho     | /ʃ/                                     | —               | —     | origem incerta         |           |

As letras obsoletas desapareceram do alfabeto nos seus primeiros tempos, antes do denominado período clássico. Dado que a aparição das letras minúsculas é bastante posterior, não existem minúsculas medievais das ditas letras.
Originariamente existiram variantes do alfabeto grego, sendo as mais importantes a ocidental (Calcídica) e a oriental (Jónica). A variante ocidental originou o alfabeto etrusco e daí o alfabeto romano. Atenas adotou no ano 403 a.C. a variante oriental, dando lugar a que pouco depois desaparecessem as demais formas existentes do alfabeto. Já nesta época o grego escrevia-se da esquerda para a direita, enquanto que a princípio a maneira de o escrever era alternadamente da esquerda para a direita e da direita para a esquerda, de maneira que se começava pelo lado em que se tinha concluído a linha anterior, invertendo todos os caracteres em dito processo.
O factor inovador introduzido com o alfabeto grego são as vogais. As primeiras vogais foram Alfa, Épsilon, Iota, Ómicron e Upsilon. Se se contempla o processo de criação do alfabeto grego como resultado de um processo dinâmico baseado na adoção de vários alfabetos semíticos através do tempo, encontrando inclusive influências do linear-B, poder-se-ia dar uma explicação mais satisfatória da sua origem do que as teorias que postulam uma adaptação única de um alfabeto determinado num momento dado.